# 頁

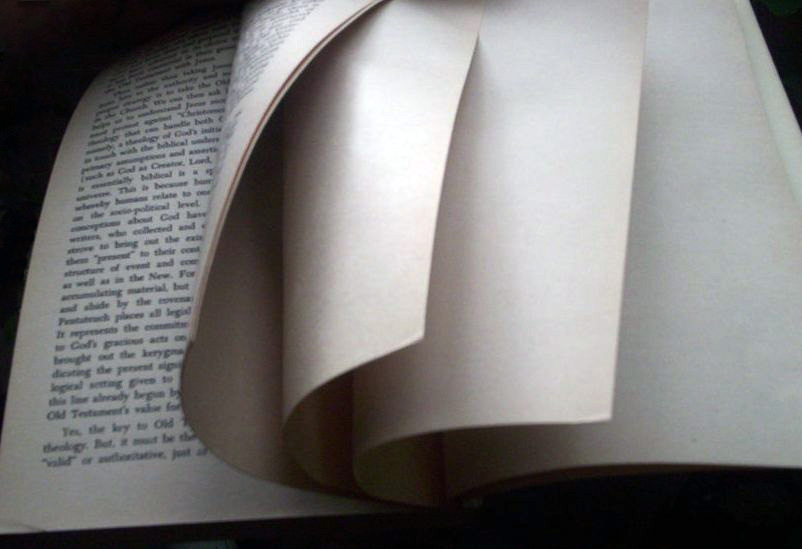
一本書的好幾「頁」

页，旧指书本每一张纸为一页，现指每张纸有编码的为一面为一页。它可用來當作文件的計量單位，例如「這個主題包含12頁」。

## 印刷品的頁

由左向右書寫書籍的正面（recto）與反面（verso）

由右向左書寫書籍的正面（recto）與反面（verso）

在一般書籍裡，與封面相同方向的頁面會稱為正面，另一方向的頁面則稱為反面。當書籍打開時，對由左向右書寫的文字（例如英文等歐洲文字）而言，正面在右頁，反面在左頁；而對由右向左書寫的文字（例如阿拉伯文、希伯來文、波斯文，以及採用傳統直書方式的中文與日文）而言，則恰好相反。
在現代的書籍裡，每頁都會有「頁首」及「頁尾」，用以描述與該頁內容也許沒有直接相關，但對整本書的閱讀有用的資訊，例如書名、章節編碼與名稱、頁碼與版權宣告等。
在傳統中文印刷業裡，頁的尺寸計量單位為「開」，例如全開（整張未裁的紙）、對開（全開裁成2張）、4開（全開裁成4張，以下類比）、8開、16開、32開、64開等。現在也有一些會遵循國際標準化組織（ISO）制定的ISO 216標準，例如A4、B3等。

## 圖書館學的頁
在圖書館學裡，一本書的頁碼常會有兩種或更多的編碼方式，用以表達這些頁面在整本書中有不同的角色定位。此時會用一種特殊的登錄方式來記錄此事，例如：
XI, 2050 p.
表示這本書分成兩部分：其中第一部分有11頁，以大寫羅馬數字表示；第二部分有2,050頁，以阿拉伯數字表示；總頁數為2,061頁。

## 電腦軟體的頁
在文書處理器、電子試算表等電腦軟體裡，將一份文件分割為待印出實體紙張頁面的程序稱為「編頁」。相反地，將一張大型文件以切割成多張小頁面的方式印出來稱為「鑲嵌」。